# باسل بن ضبة بن إد
هو باسل بن ضبة بن أُد بن طابخة بن إلياس بن مضر بن نزار بن معد بن عدنان، من الشخصيات العرب في العصر الجاهلي، وممن أفردت كتب التاريخ عبر الأزمنة مجالًا في ذكر سيرته وأحداث حياته.

## قيل عنه
ذكر أحمد بن يعقوب الكاتب وغيره أن باسل بن ضبة نافر إخوته فصار إلى بلاد الديلم فأقام بها وأنسل فيما يزعمون، وهم مقيمون على نسبهم معتزلون لسائر أجناس الديلم. كما ذكر الشرقي بن القطامي المتوفى نحو سنة 155هـ نقلا عما بلغه من ذرية ديلم بن باسل بن ضبة بأن جدهم باسل قد غزا أرض الأعاجم فأنخن فيهم ثم مات، لذا نجده قد سمى ابنه على اسمهم، وصار ابنه المدعو «ديلم» بمن تبعه من قومه إلى الموضع الذي هلك فيه أبوه باسل.
كما جاء في كتاب القصد والأمم في التعريف بأصول أنساب العرب والعجم للشيخ الجليل أبي عمر القرطبي المتوفى عام 463هـ، قول منسوب لأحد الشعراء قديمًا، حيث يقول:

## بطن من ضبة
يعد باسل بن ضبة في كتب التاريخ والأنساب بطنًا من بني ضبة المضرية العدنانية، حيث كان لضبة ابن إد من الأبناء سعد وسعيد وباسل وعميرة، وقد بينت كتب التاريخ أن الذرية لم تكن سوى في سعد وباسل. كما وأنه نظرًا للظروف التي مروا بها قديما، انصهر العديد من أفخاذ قبيلة ضبة في تميم بما فيهم العدد الأكبر من ذرية باسل، فقد تحالفوا مع الرباب، أحد بطون تميم الأربعة. قال القلقشندي في كتابه: "بنو باسل من طابخة، بطن من العدنانية." ويقول المؤرخ ثامر العامري في كتابه: " باسل بن ضبة... وهم بنو باسل بن ضبة بن إد، 
بطن من تميم العدنانية." ولذا، فقد انتشرت ذريته في العديد من البلدان بما فيها العراق حيث يتواجدون بكثرة والكويت وقطر والبحرين والأحواز ومناطق الساحل بالخليج العربي.
وكان لباسل كما أسلفنا ابن يدعى ديلم كناية بأخواله الديلم، وأنجب هو التالي ابنين بالإضافة إلى ثالث لم يكن له عقب، فتفرعوا ليكونوا فخذين: هم فخذ معاوية بن ديلم بن باسل بن ضبة، وفخذ مالك بن ديلم بن باسل بن ضبة. وقد خرج من صلب فخذ معاوية الشيخ الساجي المتوفى سنة 307هـ، وهو محدث البصرة وشيخها وأحد رواة الحديث بها، اسمه أبو يحيى زكريا بن يحيى بن عبد الرحمن بن بحر بن عدي بن عبد الرحمن بن الأبيض بن معاوية بن ديلم بن باسل بن ضبة الضبي البصري الشافعي، أما بطن مالك فقد ظهر منهم العديد من الشخصيات في دول الخليج بما فيهم ذرية فاخر بن عبد الله بن قاسم الضبي التميمي، والمعروفين بآل فخروه، بالإضافة إلى أسرة الجاسم الراشد في البحرين، والحسن في قطر، وغيرهم الكثير.

## وصلات خارجية
- باسل بن ضبة في كتاب شعر ضبة وأخبارها.